# Hanns Braun
Johannes "Hanns" Braun (Wernfels, Baviera, 26 d'octubre de 1886 – Croix-Fonsomme, Aisne, 9 d'octubre de 1918) va ser un atleta alemany que va competir a principis del segle xx. Era fill del conegut pintor Louis Braun.
Braun cursà estudis d'escultura, belles arts i arquitectura. El 1909, 1910 i 1912 es proclamà campió alemany dels 400 metres i arribà a posseir el rècord del món indoor dels 1000 metres, sent el primer atleta alemany que aconseguia un rècord mundial. Sobretot és recordat pels seus èxits en els dos Jocs Olímpics en què va participar, on guanyà dues medalles de plata i una de bronze.
El 1908 va prendre part en els Jocs Olímpics de Londres, on disputà tres proves del programa d'atletisme: els 800 metres, on guanyà la medalla de bronze en quedar rere Mel Sheppard i Emilio Lunghi; els 1500, on quedà eliminat en la ronda preliminar; i els relleus combinats, com a membre de l'equip alemany en què també hi havia Arthur Hoffmann, Hans Eicke i Otto Trieloff.
Quatre anys més tard va prendre part en els Jocs Olímpics d'Estocolm, on disputà tres proves més del programa d'atletisme: els 400 metres, en què guanyà la medalla de plata rere Charles Reidpath, els 800 metres, en què fou sisè; i els 4×400 metres relleus, on quedà eliminat en sèries.
Morí en un accident d'aviació durant la Primera Guerra Mundial prop de Saint-Quentin, Aisne.